# داویده باگناکانی
داویده باگناکانی (انگلیسی: Davide Bagnacani؛ زادهٔ ۸ ژانویهٔ ۱۹۸۰) بازیکن فوتبال اهل ایتالیا است.
از باشگاه‌هایی که در آن بازی کرده‌است می‌توان به باشگاه فوتبال آ.اس. رم و باشگاه فوتبال پیاچنزا اشاره کرد.
وی همچنین در تیم‌های ملی فوتبال بازی کرده‌است.